# Miodrag Đorđević (fotograf)
Miodrag Đorđević (srbsko Миодраг Ђорђевић), srbski zdravnik, umetnik fotograf in pedagog, * 7. december 1919, Valjevo,  † 16. januar 1994, Beograd

## Izobrazba, nazivi in delovanje
Diplomiral na Medicinski fakulteti v Beogradu. Fotografije je razstavljal od leta 1951. Deloval je kot samostojni »svobodni umetnik«, zatem pa kot profesor fotografije poučeval na Fakulteti za industrijsko oblikovanje v Beogradu (1963–84) in kot vodja Centra za medicinsko fotografijo na Medicinski fakulteti v Beogradu (1972–84). Pri Foto zvezi Jugoslavije je imel naziv mojster fotografije FSJ, pri Mednarodnem združenju za fotografsko umetnost - FIAP pa od 1981 naziv EFIAP (Excellence FIAP).

## Značilnosti umetniškega dela
Posebej so ga zanimali spomeniki antične in srbske srednjeveške kulture – arhitektura in fresko slikarstvo. Ob snemanju teh tem je pripravil fotomonografije samostana Studenica, Hilandar, Gračanica, Srbske ikone na Madžarskem, Samostan Morača, Sv. Andrej, Narodna umetnost Jugoslavije, Ikone in mnoge druge. Odlikoval se je tudi s fotoreprodukcijami del sodobnih umetnikov, s katerimi je opremil monografije Đorđa Andrejevića-Kuna, Marka Čelebonovića, Jovana Bijelića, Tisknikarja, Nedeljka Gvozdenovića, Slikarstva Miće Popovića idr. Z vidika dokumentarne fotografije je ustvaril izjemen cikel »Portreti sodobnikov«, ki vključuje like treh generacij srbskih umetnikov (od Stojana Aralice in Petra Lubarde do Marine Abramović). Fotografije je vključeval v dela na različnih področjih uporabne umetnosti: fotooblikovanje (plakati, katalogi, poštne znamke...), tekstil, tapiserije, keramika itd. Ob hkratnem delovanju na sodobni umetniški sceni je v drugem delu svojega delovanja uporabljal medij fotografije kot avtonomno izrazno sredstvo, kjer je v naravnih oblikah iskal reducirane likovne forme (»Abstraktno-konkretno« 1963) ali pa prepletal realne z imaginarnim v nizu večkratnih izpostavljenosti (»Somatske metafore«, 1966). »Kazal je izostren čut za odkrivanje novih izraznih oblik, pri čemer se je ukvarjal predvsem z raziskovanjem mejnih območij fotografije, skozi kombinacijo giba in svetlobe (»Luminokineti«, 1978), oziroma z odkrivanjem možnosti fotografskega medija kot različne tehnike grafičnega tiska ("Fotogravire", 1992).

## Organizacijsko delo
Zgodovinsko vrednotenje srbske fotografske dediščine je spodbudil z razstavama Anastas Jovanović (SANU, 1977) in Fotografija pri Srbih 1893–1989 (SANU, 1991), bil pa je pobudnik in eden od ustanoviteljev Nacionalnega centra za fotografijo (1992).

## Razstave
Fotografska dela je razstavljal na (približno) 150 skupinskih razstavah na skoraj vseh celinah. Samostojno je razstavljal v Jugoslaviji (večkrat), na Poljskem (1961), Češkoslovaški (1967), Nemčiji (1972), Braziliji (1976, 1977) in na Kitajskem (1979).

## Zasebno življenje
19. aprila 1931 se je poročil s filmsko igralko Ido Kravanjo (Ito Rino), ki je prevzela pravoslavno ime Tamara ter opustila igralsko kariero in se posvetila družini. v Beogradu se jima je rodil sin Milan (1940) po bombardiranju Beograda ob napadu na Kraljevino Jugoslavijo pa se je družina preselila v Vrnjačko Banjo, kjer se je rodila hčerka Tijana (1943). Ob upokojitvi sta se zakonca odločila za gradnjo počitniške hišice v črnogorski Budvi, kamor sta se preselila leta 1967. Do svoje smrti leta 1979 je Tamara negovala moža, ki je bolehal za sklerozo.